# Burlah
Burlah is een bestuurslaag in het regentschap Aceh Tengah van de provincie Atjeh, Indonesië. Burlah telt 189 inwoners (volkstelling 2010).